# Кранах, Лукас (Младший)
Лу́кас Кра́нах Младший (нем. Lucas Cranach der Jüngere; 4 октября 1515, Виттенберг — 25 января 1586[…], Виттенберг) — немецкий рисовальщик, живописец и гравёр, эпохи Северного Возрождения и маньеризма. Сын, ученик и помощник Лукаса Кранаха Старшего.

## Биография
Лукас родился в Виттенберге, в семье выдающегося художника эпохи Северного Возрождения Лукаса Кранаха Старшего и Барбары Бренгбир. Его старший брат Ганс Кранах (1513—1537) также был художником. Вместе они работали в мастерской отца и были его учениками. Произведения Лукаса Младшего выполнены в основном в жанрах портрета и композиций на библейские сюжеты.
После смерти в 1537 году брата Ганса Лукас Младший взял на себя управление отцовской мастерской. Работы отца и сыновей трудно различимы, тем более, что чаще они писали картины совместно. Но Лукас Младший помечал свои произведения изменённым гербом. Если на гербе, подаренном его отцу курфюрстом в 1508 году, была изображена змея с крыльями летучей мыши, красной короной на голове и золотым кольцом с рубином во рту, то на гербе младшего Кранаха змея имеет птичьи крылья.
В 1544 году отец подарил сыну дом в Виттенберге. Как и Кранах Старший, сын занимал важное положение в общественной жизни Виттенберга. В 1549 и 1552 годах он был членом совета, в 1555, 1558, 1561 и 1564 годах казначеем совета, в 1565 году бургомистром и помощником бургомистра в совете Виттенберга в 1566 году.
20 февраля 1541 года он женился на Барбаре Брюк, дочери саксонского канцлера Грегора Брюка. В этом браке родилось четверо детей. Барбара скончалась в 1550 году. В следующем году художник женился на Магдалене Шурфф, дочери саксонского медика Августина Шурффа и племяннице известного гуманиста и теолога, реформатора церкви Филиппа Меланхтона. У них было пятеро детей. Их сын Августин (1554—1595) также стал художником, был членом совета, городским судьей и казначеем в Виттенберге.
Лукас Кранах Младший скончался 25 января 1586 года в возрасте семидесяти лет в Виттенберге. Его тело было доставлено в городскую церковь Виттенберга и похоронено там 27 января. В алтаре церкви находится его эпитафия, подаренная ему и его двум жёнам наследниками. На ней изображено погребение Христа.

## Наследие
Представления о незначительной роли Кранаха Младшего в искусстве своей эпохи считаются устаревшими. Как представитель нового поколения, Лукас Кранах Младший предпочитал сложные, насыщенные фигурами изображения, а красочная трактовка его картин богаче, чем в работах отца. Его гравюры на дереве имели важное значение в распространении идей Реформации и связанных с ней событий.
В конце 2013 года власти города Виттенберга учредили международную премию имени Кранаха Младшего под названием Cranach 2.0.
По случаю 500-летия со дня рождения художника в федеральной земле Саксония-Анхальт с 16 июня по 1 ноября 2015 года прошла большая ретроспективная выставка «Лукас Кранах Младший 2015». Она включала ранее неизвестные произведения мастера.

## Галерея

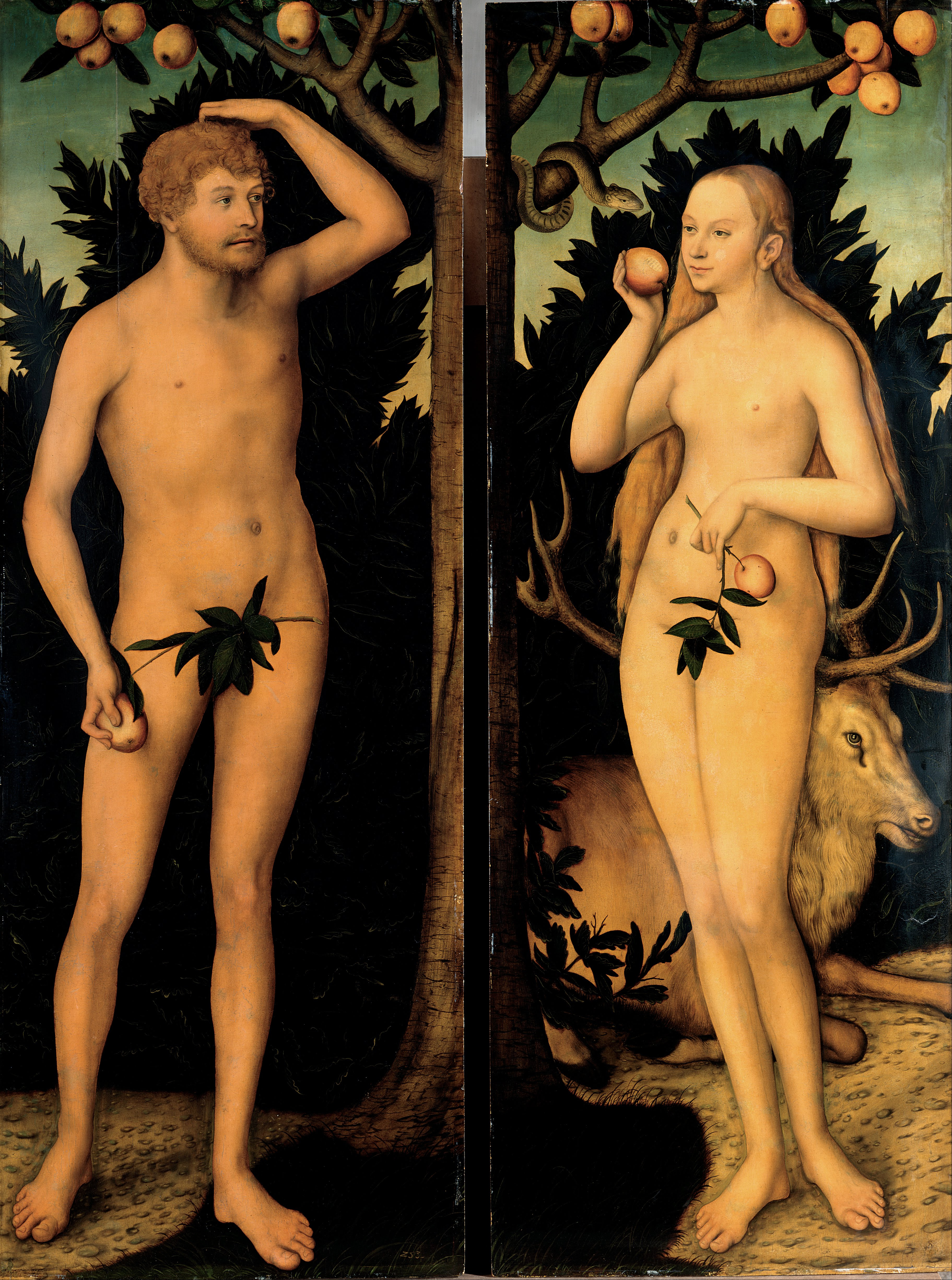
Адам и Ева. После 1537. Дерево, масло. Галерея старых мастеров, Дрезден
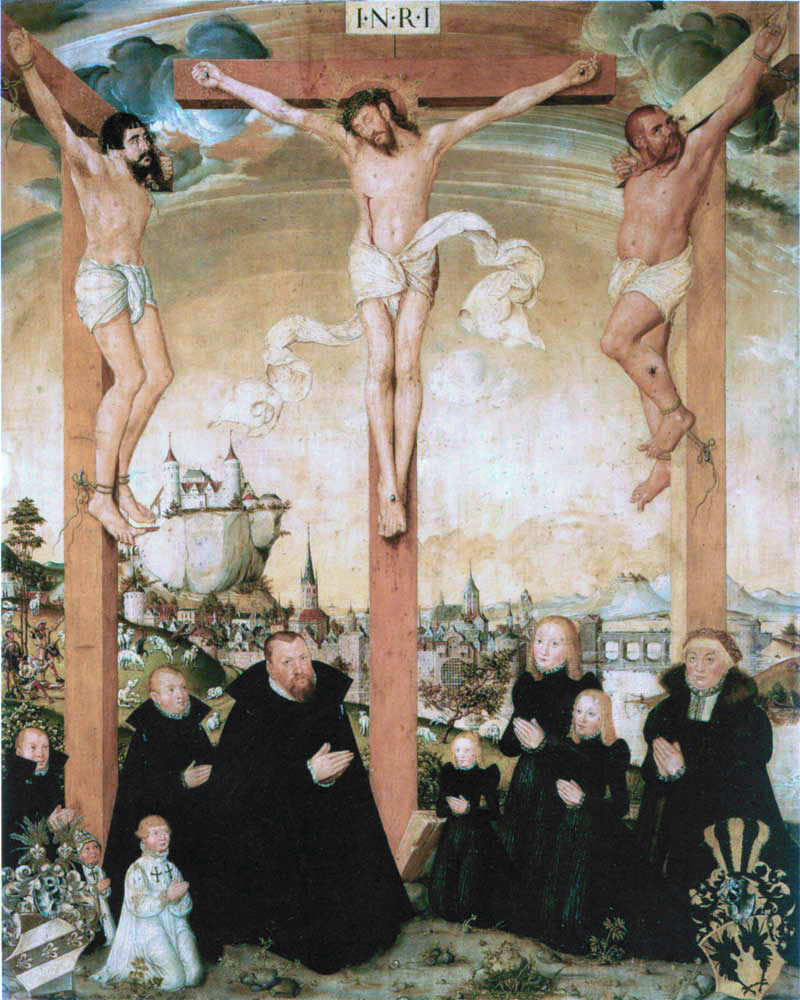
Георг Краков и его семья. 1563. Дерево, масло. Городская церковь, Виттенберг
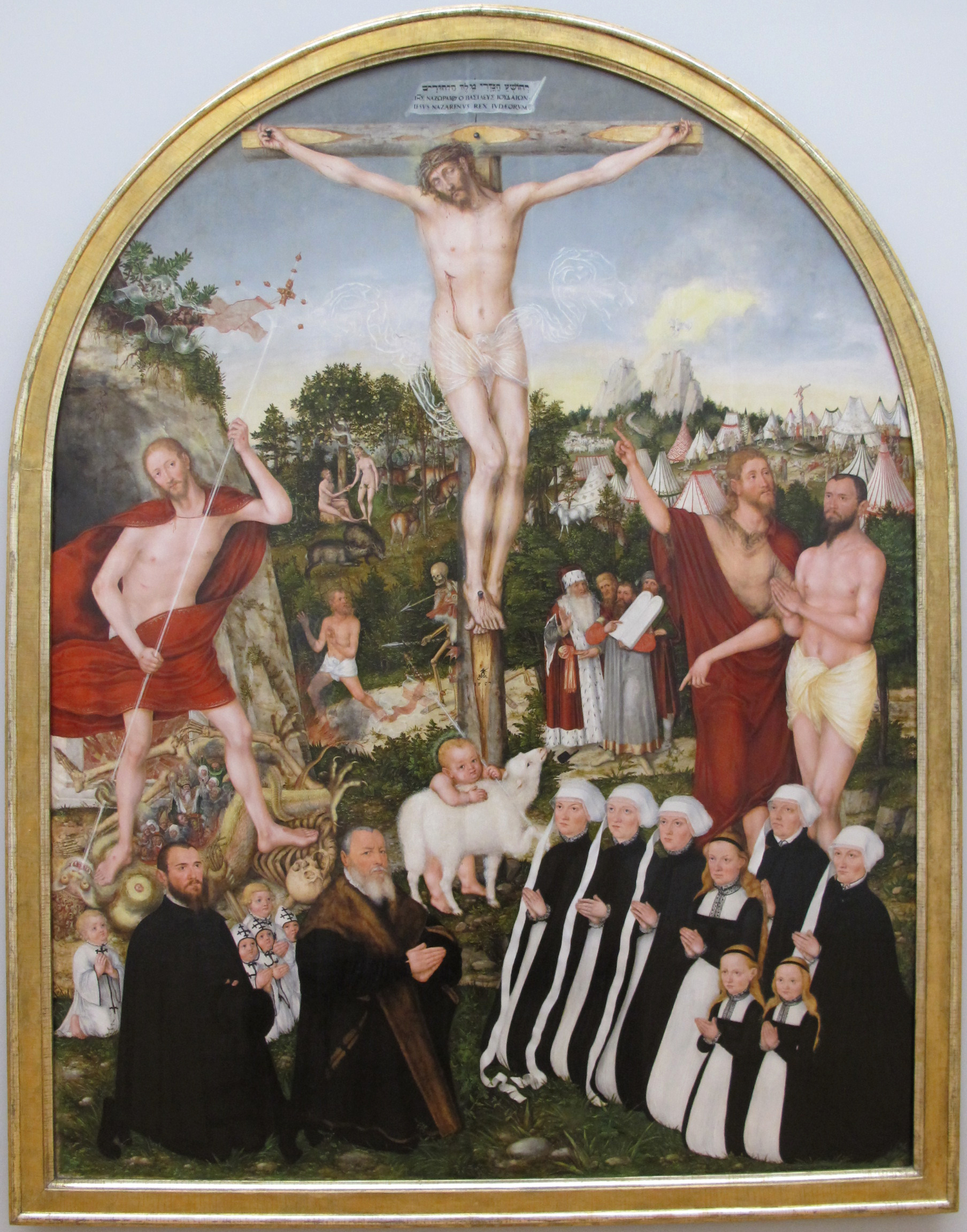
Аллегория искупления. 1557. Дерево, масло. Музей изобразительных искусств, Лейпциг
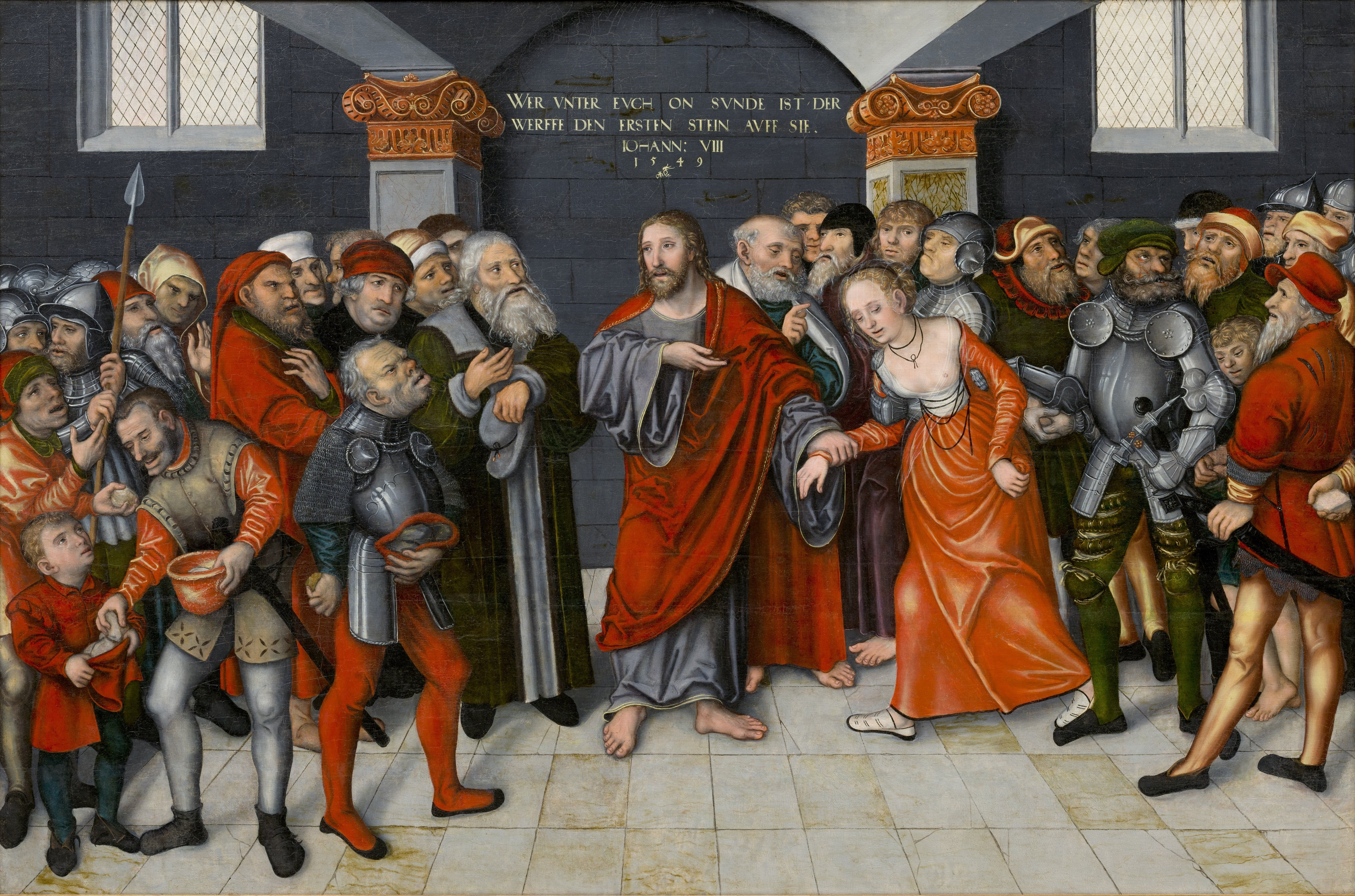
Христос и грешница (Мастерская). 1549. Дерево, масло. Боннефантенмузеум, Маастрихт
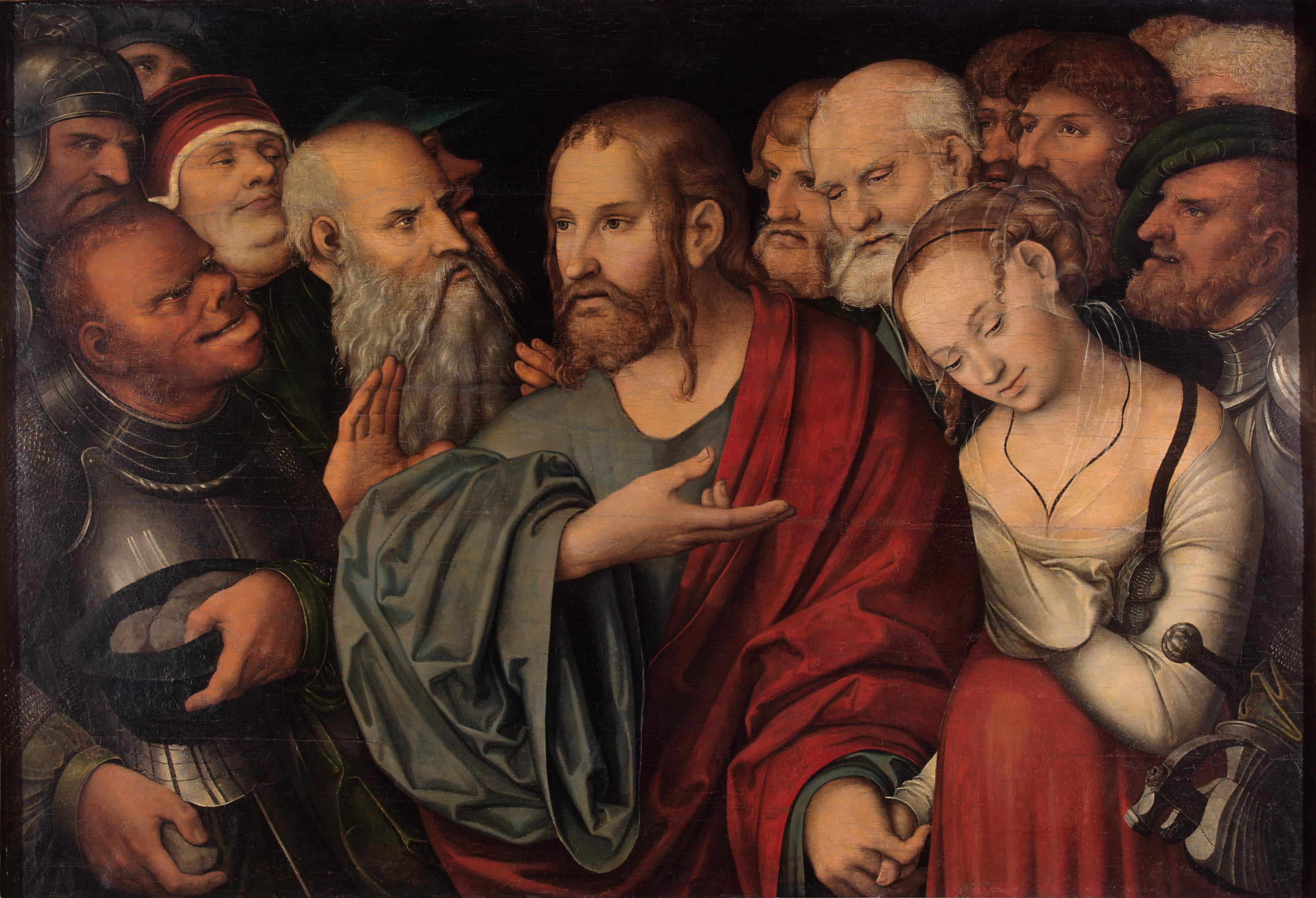
Христос и грешница. После 1532. Медь, масло (переведено с дерева). Государственный Эрмитаж, Санкт-Петербург
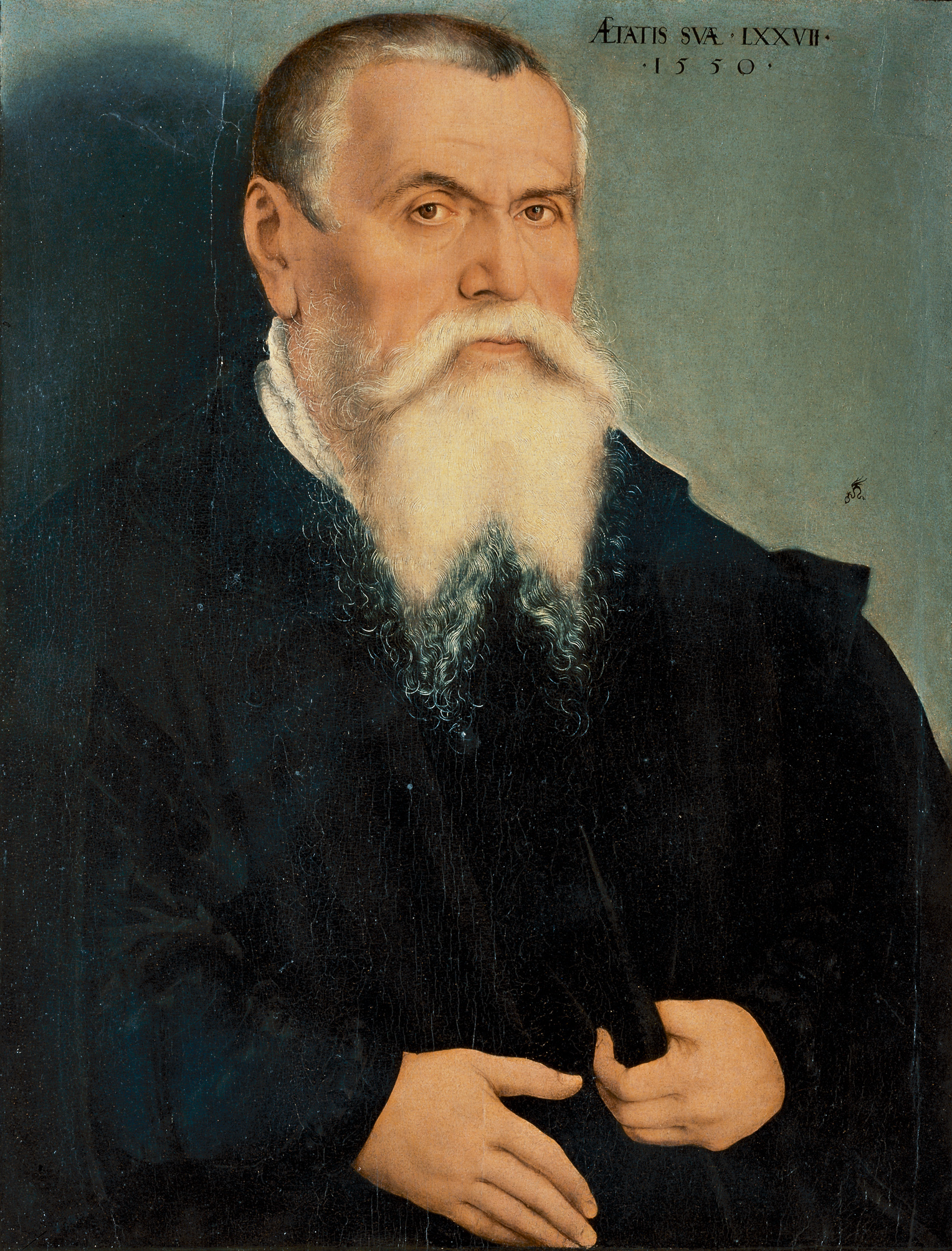
Портрет Лукаса Кранаха Старшего. 1550. Дерево, масло. Уффици, Флоренция
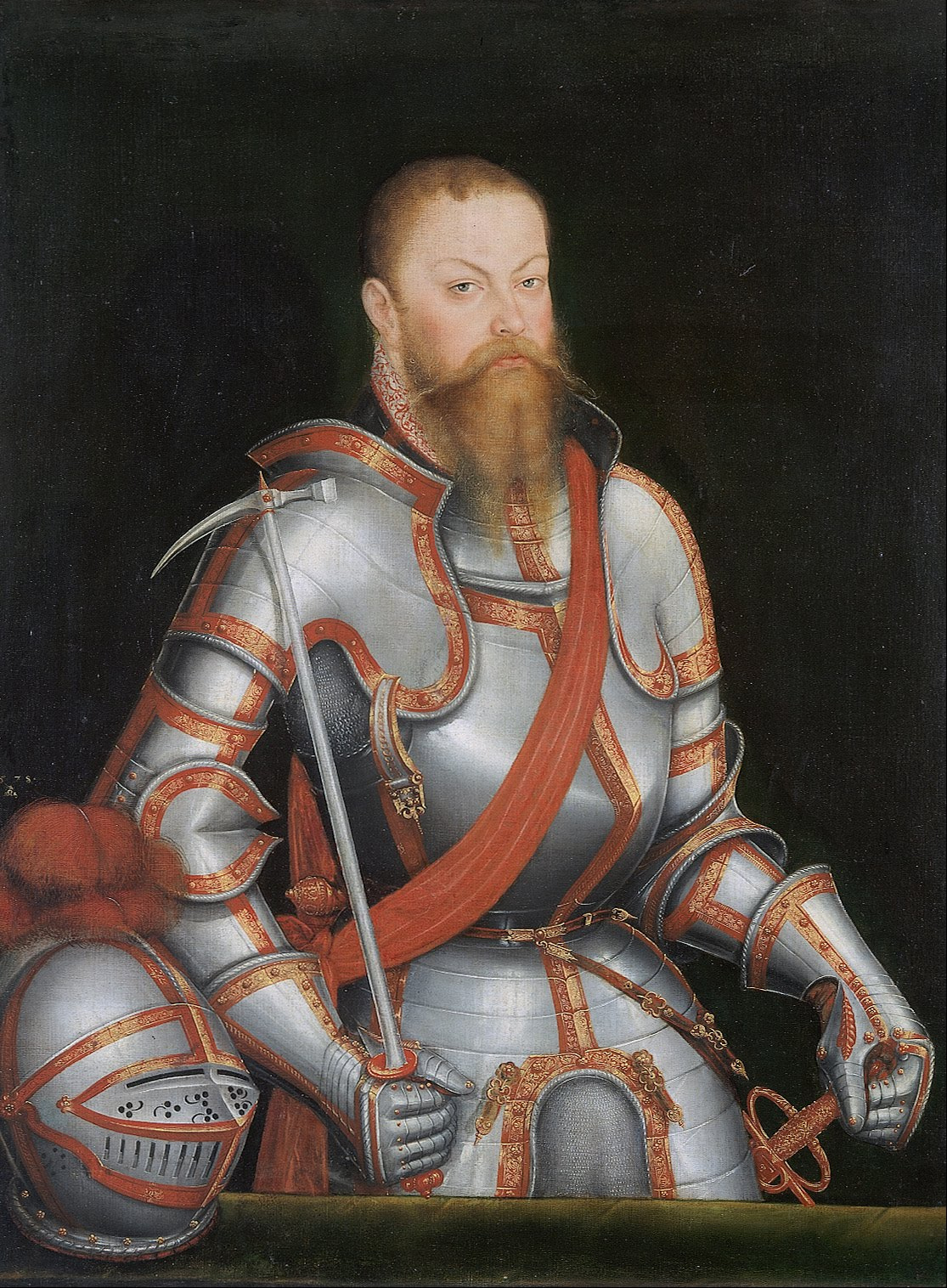
Портрет курфюрста Морица Саксонского. 1578. Холст, масло. Государственные художественные собрания Дрездена
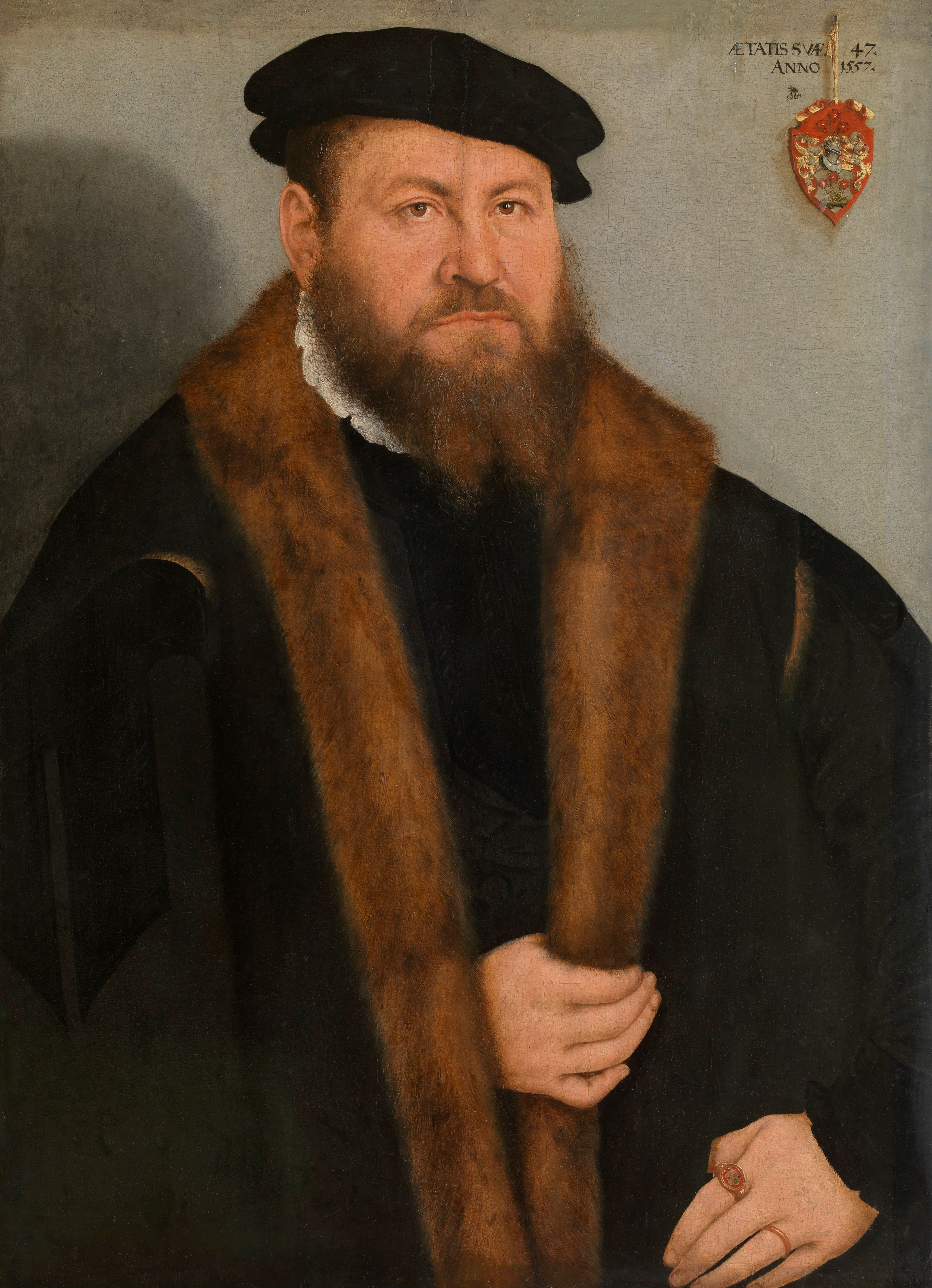
Портрет неизвестного. 1557. Дерево, масло. Королевский музей изящных искусств, Антверпен
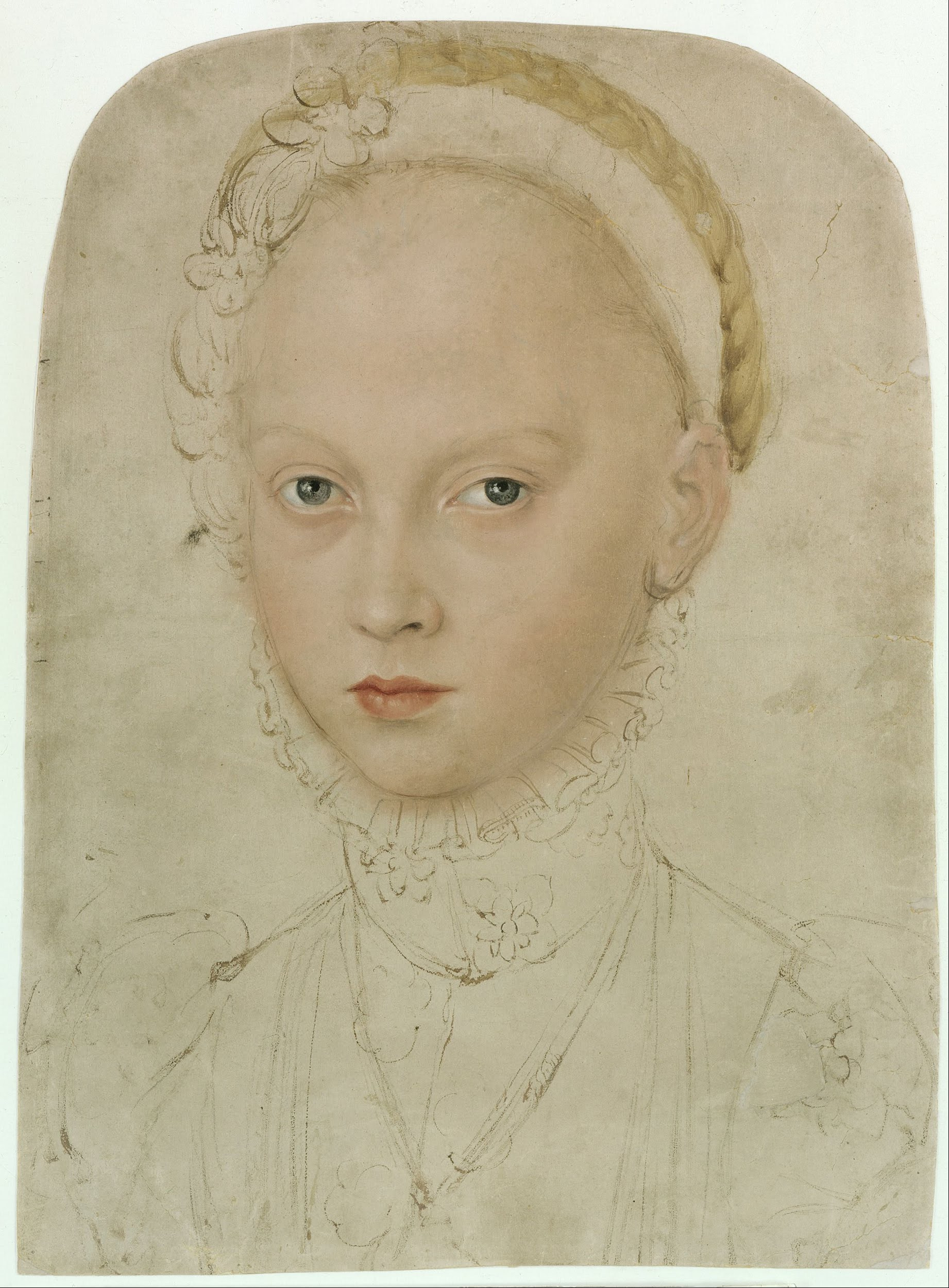
Портрет принцессы Елизаветы Саксонской. 1564. Бумага, перо, кисть, масло. Гравюрный кабинет, Берлин
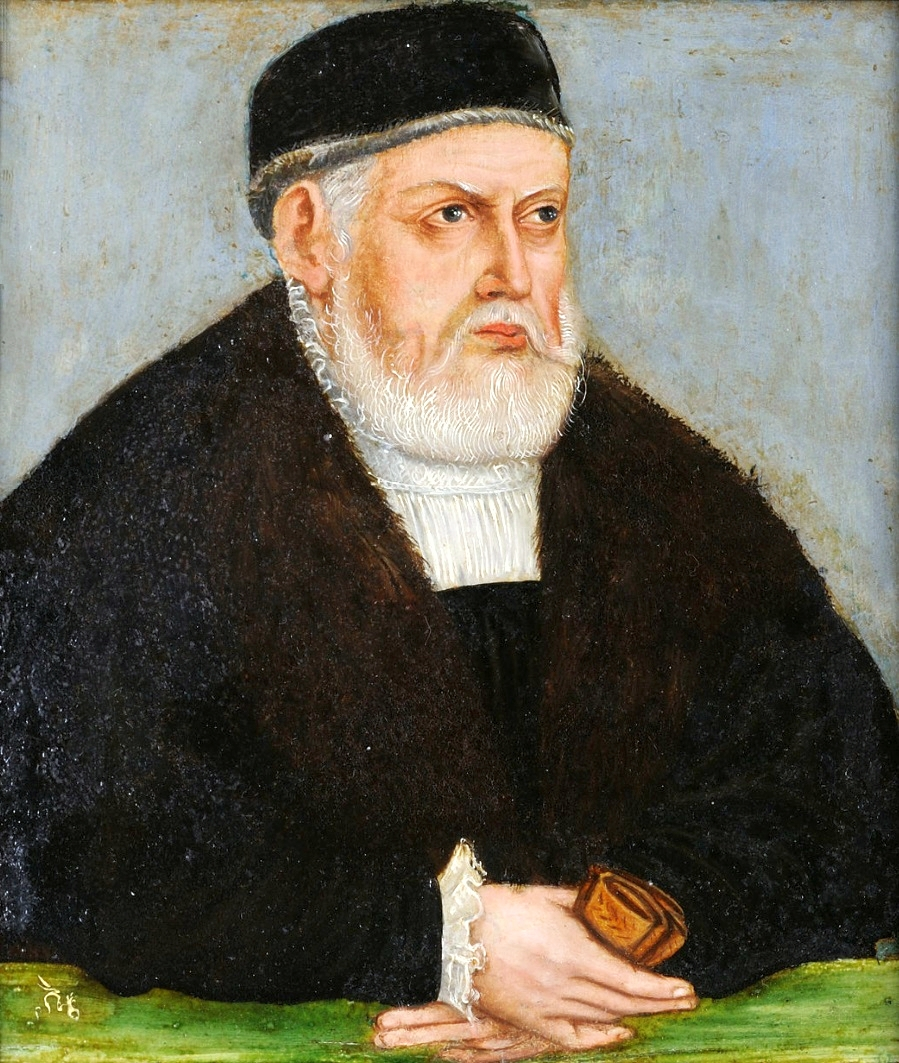
Портрет короля Сигизмунда I Старого. Ок. 1553. Медь, масло. Музей Чарторыйских, Краков
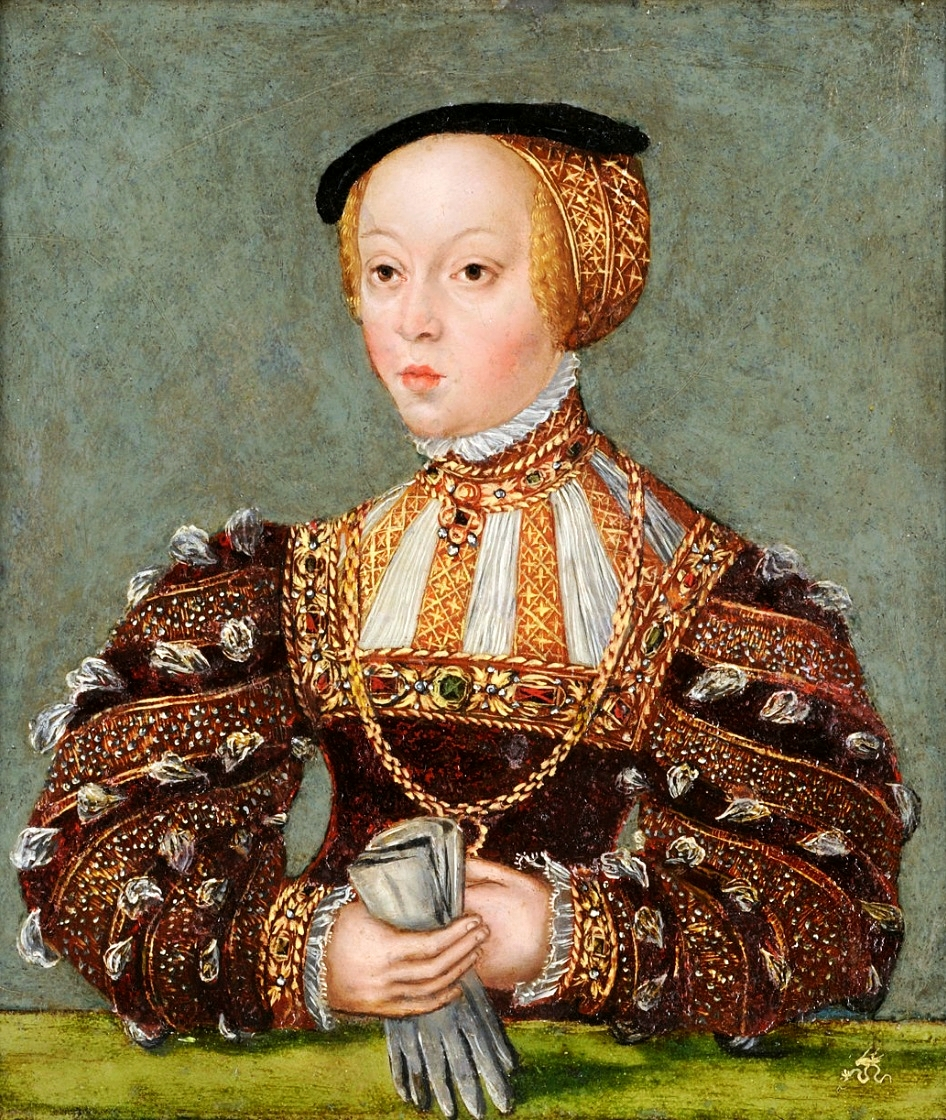
Принцесса Елизавета Австрийская. Ок. 1553. Жесть, масло. Музей Чарторыйских, Краков